# Syamsila
Syamsila (nep. श्यामसिला) – gaun wikas samiti we wschodniej części Nepalu w strefie Kośi w dystrykcie Bhojpur. Według nepalskiego spisu powszechnego z 2001 roku liczył on 280 gospodarstw domowych i 1389 mieszkańców (752 kobiet i 637 mężczyzn).